# Sauerholz
Sauerholz ist ein Wohnplatz im Norden der bergischen Großstadt Wuppertal.

## Lage und Beschreibung
Die Ortslage befindet sich im Norden des Wohnquartiers Hatzfeld im Stadtbezirk Barmen unmittelbar an der Stadtgrenze zu Sprockhövel auf einer Höhe von 299 m ü. NHN südlich des gleichnamigen Waldstücks im Nahbereich der Hatzfelder Wassertürme.
Der ursprüngliche Wohnplatz ist über eine Zufahrt erreichbar, die bei Flanhard von der Landesstraße L432 (Hatzfelder Straße) abzweigt und nun eine größere Neubausiedlung im Ortsbereich anbindet, die sich ab Ende des 20. Jahrhunderts im Umfeld entwickelte und an dessen Rand sich Sauerholz nun befindet; nicht jedoch über die gleichnamige Wohngebietsstraße Am Sauerholz.
Weitere benachbarte Ortslagen, Hofschaften und Wohnplätze sind Kreiskotten, Kuhstoß, Horath und Tente. Ein in den 1920er Jahren am Waldgebiet Sauerholz in Sprockhövel errichtetes Gebäude ⊙ ist auf Karten heute ebenfalls als Sauerholz beschriftet, wiewohl an der ursprünglichen Ortlage noch historische Bausubstanz erhalten ist.
Beim Ort beginnt ein tiefer, nicht frei zugänglicher Hohlweg in Richtung Horath, der Teil des Kohlenwegs aus dem Sprockhöveler Raum nach Elberfeld war.

## Geschichte
Der Ort gehörte bis 1807 der Gennebrecker Bauerschaft innerhalb des Hochgerichts und der Rezeptur Schwelm des Amts Wetter in der Grafschaft Mark an. Von 1807 bis 1814 war Sauerholz aufgrund der napoleonischen Kommunalreformen im Großherzogtum Berg Teil der Landgemeinde Gennebreck innerhalb der neu gegründeten Mairie Hasslinghausen im Arrondissement Hagen, die nach dem Zusammenbruch der napoleonischen Administration nun der Bürgermeisterei Haßlinghausen (ab 1844 Amt Haßlinghausen) im Landkreis Hagen (ab 1897 Kreis Schwelm, ab 1929 Ennepe-Ruhr-Kreis) angehörte.
Der Ort ist auf der Topographischen Aufnahme der Rheinlande von 1824 als Im sauern Busche und auf der Preußischen Uraufnahme von 1843 als Im Sauerholz beschriftet, auf dem Wuppertaler Stadtplan von 1930 unbeschriftet eingezeichnet.
Das Gemeindelexikon für die Provinz Westfalen gibt 1885 für Sauerholz eine Zahl von 31 Einwohnern an, die in drei Wohnhäusern lebten.  1895 besitzt der Ort vier Wohnhäuser mit 34 Einwohnern, 1905 zählt der Ort fünf Wohnhäuser und 41 Einwohner.
Mit der Kommunalreform von 1929 wurde der südliche Teil von Gennebreck um Sauerholz abgespalten und in die neu gegründete Stadt Wuppertal eingemeindet.